# 남상락
남상락(南相樂, 193X년~2004년 3월)은 조선민주주의인민공화국의 군인, 정치인이다. 최고인민회의 제8·9·10·11기 대의원과 조선인민군 중장, 상장, 대장을 차례로 지냈으며, 당 중앙위 위원과 평양 방공사령부 사령관, 평양 고사포사령부 사령관, 최고인민회의 제9기 중앙인민위원회 서기장을 역임했다.